# Leptogium pseudofurfuraceum
Leptogium pseudofurfuraceum är en lavart som beskrevs av P. M. Jørg. & Wallace. Leptogium pseudofurfuraceum ingår i släktet Leptogium och familjen Collemataceae.   Inga underarter finns listade i Catalogue of Life.